# Lophoruza vacillatrix
Lophoruza vacillatrix là một loài bướm đêm trong họ Noctuidae.